# ميليسا بيشوب-نرياغو
ميليسا بيشوب-نرياغو (من مواليد 5 أغسطس ، 1988) هي عداء كندي متخصص في 800 متر . شاركت في أولمبياد 2012 و 2016 ، وفازت بميدالية فضية في بطولة العالم لألعاب القوى لعام 2015 . ميدالية بطولة العالم لها كانت أول ميدالية على الإطلاق في سباق 800 متر من امرأة كندية. تخرجت بيشوب-نرياغو من جامعة وندسور وهي ثالث امرأة كندية فقط تحقق وقتًا أقل من دقيقتين في مسافة 800 متر. وهي حاليا حامل الرقم القياسي الوطني للنساء 800 م.

## وصلات خارجية
- ميليسا بيشوب-نرياغو على موقع الاتحاد الدولي لألعاب القوى (الإنجليزية)
- ميليسا بيشوب-نرياغو على موقع الاتحاد الكندي لألعاب القوى (الإنجليزية)
- ميليسا بيشوب-نرياغو على موقع الاتحاد الكندي لألعاب القوى (الإنجليزية)
- ميليسا بيشوب-نرياغو على موقع الدوري الماسي (الإنجليزية)
- ميليسا بيشوب-نرياغو على موقع اللجنة الأولمبية الدولية (الإنجليزية)
- ميليسا بيشوب-نرياغو على موقع أوليمبيديا (الإنجليزية)
- ميليسا بيشوب-نرياغو على موقع اللجنة الأولمبية الكندية (الإنجليزية)
- ميليسا بيشوب-نرياغو على موقع اتحاد ألعاب الكومنولث (مؤرشف) (الإنجليزية)